# Querétaro (Chiapas)
Querétaro es una localidad del estado mexicano de Chiapas. Es parte del municipio de Ángel Albino Corzo.

## Demografía
| Gráfica de evolución demográfica |
|                                  |

| Censo | Población |
| ----- | --------- |
| 1930  | 95        |
| 1940  | 275       |
| 1950  | 465       |
| 1960  | 565       |
| 1970  | 678       |
| 1980  | 999       |
| 1990  | 1 648     |
| 2000  | 1 819     |
| 2010  | 2 203     |
| 2020  | 2 515     |